# Vietri sul Mare
Vietri sul Mare är en ort och kommun i provinsen Salerno i regionen Kampanien i Italien. Kommunen hade 7 726 invånare (2017).